# Chrysotachina currani
Chrysotachina currani là một loài ruồi trong họ Tachinidae.